# Isle of Man TT 1955
De Isle of Man TT 1955 was de derde Grand Prix van het wereldkampioenschap wegrace-seizoen 1955. De WK-races werden verreden van 8 tot en met 10 juni op het eiland Man. Opnieuw reden alle WK-klassen op Man. De overstap van de Ultra-Lightweight TT en de Sidecar TT naar de Clypse Course in het seizoen 1954 was kennelijk goed bevallen, want in dit jaar reden ook de Lightweight TT, de Clubmans Senior TT en de Clubmans Junior TT op dit circuit. De Senior TT en de Junior TT bleven op de Snaefell Mountain Course. Voor de 250cc-klasse was dit de openingsrace van het seizoen.

## Algemeen
Deze editie was de eerste dat geen enkele Britse machine een professionele TT-race won. De Clubmans Junior TT, Clubmans Senior TT en Lightweight 250 cc TT verhuisden allemaal naar de Clypse Course. Daardoor werden ze voor het publiek veel interessanter omdat de racers vaker passeerden. Na de derde ronde van de Senior TT ontstond enige tijd grote euforie toen bekend werd dat Geoff Duke met de Gilera 500 4C als eerste de "Ton" (100 mph) over een ronde gereden had. Na de wedstrijd werd het nagerekend en gecorrigeerd naar 99.97 mph. Hoe belangrijk de Ton was bleek toen het publiek hevig protesteerde en er zelfs een maandenlange discussie ontstond over de correctie van de tijd van Duke. Uiteindelijk werd de hele Snaefell Mountain Course nagemeten en toen bleek ze zelfs nog iets korter te zijn dan de officiële 37¾ mijl. Daarmee stond vast dat Geoff Duke de Ton nog niet gehaald had (97,93 mph). Maar Duke had wel de Senior TT gewonnen, vóór zijn teamgenoot Reg Armstrong. De snelste Britse machine, de Norton Manx van Jack Brett, had zes minuten achterstand. In de Junior TT had Moto Guzzi eindelijk besloten vanaf het begin mee te doen: Bill Lomas won met de Monocilindrica 350. In de Lightweight 250 cc TT ging Cecil Sandford (Moto Guzzi) zeven ronden lang aan de leiding, maar aan de finish had Bill Lomas (MV Agusta) bijna een minuut voorsprong. De Lightweight 125 cc TT was een prooi voor MV Agusta, met Carlo Ubbiali vóór Luigi Taveri. Walter Schneider en Hans Strauß wonnen met BMW de Sidecar TT.

## Hoofdraces

### Senior TT
Mountain Course, 6 ronden.
Het team van MV Agusta was met haar 500cc-machines niet naar het Eiland Man gekomen. Het had vrijwel geen coureurs die de Snaefell Mountain Course kenden. Alleen Carlo Bandirola had in 1953 een keer deelgenomen aan de Senior TT, maar was toen gestopt nadat zijn teamgenoot Les Graham dodelijk was verongelukt. Daarom had men Ray Amm aangetrokken. Die had al drie keer op de Mountain Course gewonnen, maar was in april dodelijk verongelukt tijdens de Coppa d'Oro Shell op Imola. In de derde ronde reed Geoff Duke de snelste ronde ooit, naar veel later bleek net niet met 100 mijl per uur gemiddeld. Hij domineerde de Senior TT en won met bijna twee minuten voorsprong op zijn teamgenoot Reg Armstrong. Het Moto Guzzi-team startte nog met de Quattro Cilindri uit 1952, waarmee Ken Kavanagh weliswaar derde werd, maar met bijna vijf minuten achterstand.

#### Uitslag Senior TT
| Pos | Coureur        | Merk       | Tijd      | Punten |
| --- | -------------- | ---------- | --------- | ------ |
| 1   | Geoff Duke     | Gilera     | 2:41"49'8 | 8      |
| 2   | Reg Armstrong  | Gilera     | 2:43"49'0 | 6      |
| 3   | Ken Kavanagh   | Moto Guzzi | 2:46"32'8 | 4      |
| 4   | Jack Brett     | Norton     | 2:47"39'6 | 3      |
| 5   | Bob McIntyre   | Norton     | 2:48"53'2 | 2      |
| 6   | Derek Ennett   | Matchless  | 2:51"14'4 | 1      |
| 7   | Bill Lomas     | Moto Guzzi | 2:53"54'8 |        |
| 8   | Eric Jones     | Norton     | 2:54"45'2 |        |
| 9   | Derek Powell   | Matchless  | 2:55"25'2 |        |
| 10  | Peter Davey    | Norton     | 2:56"15'0 |        |
| 11  | Ray Travers    | Norton     | 2:56"44'0 |        |
| 12  | Mike O'Rourke  | Norton     | 2:56"47'6 |        |
| 13  | John Hartle    | Norton     | 2:56"56'6 |        |
| 14  | Eddie Grant    | Norton     | 2:56"57'6 |        |
| 15  | Harry Pearce   | Matchless  | 2:57"32'0 |        |
| 16  | Bob Brown      | Matchless  | 2:57"40'6 |        |
| 17  | Arthur Wheeler | Matchless  | 2:58"24'0 |        |
| 18  | John Denton    | Norton     | 2:58"49'4 |        |
| 19  | Fred Cook      | Matchless  | 2:58"49'4 |        |
| 20  | Len Aislable   | Norton     | 2:58"59'6 |        |
| 25  | Dave Chadwick  | Norton     | 3:01"28'8 |        |
| 26  | Frank Perris   | Matchless  | 3:02"49'2 |        |
| 29  | John Surtees   | Norton     | 3:05"13'6 |        |
| 33  | Ralph Rensen   | Norton     | 3:06"39'4 |        |
| 36  | Terry Shepherd | Norton     | 3:06"53'0 |        |
| 38  | Bill Beevers   | Norton     | 3:07"53'0 |        |

#### Niet gefinisht
| Coureur        | Merk      | Oorzaak |
| -------------- | --------- | ------- |
| Jack Ahearn    | Norton    |         |
| John Clark     | Matchless |         |
| Percy Tait     | Norton    |         |
| John Hempleman | Norton    |         |
| Peter Murphy   | Matchless |         |

#### Niet deelgenomen
| Coureur           | Merk       | Oorzaak    |
| ----------------- | ---------- | ---------- |
| Auguste Goffin    | Norton     |            |
| Firmin Dauwe      | Norton     |            |
| Léon Martin       | Gilera     |            |
| Ernst Riedelbauch | BMW        |            |
| Walter Zeller     | BMW        |            |
| Jacques Collot    | Norton     |            |
| Pierre Monneret   | Gilera     |            |
| Dickie Dale       | Moto Guzzi | Blessure   |
| John Storr        | Norton     |            |
| Alfredo Milani    | Gilera     |            |
| Carlo Bandirola   | MV Agusta  | Teambeleid |
| Duilio Agostini   | Moto Guzzi |            |
| Giuseppe Colnago  | Gilera     |            |
| Libero Liberati   | Gilera     |            |
| Nello Pagani      | MV Agusta  | Teambeleid |
| Orlando Valdinoci | Gilera     |            |
| Tito Forconi      | MV Agusta  | Teambeleid |
| Umberto Masetti   | MV Agusta  | Teambeleid |
| Drikus Veer       | Gilera     |            |

### Top tien tussenstand 500cc-klasse
| Pos | Coureur           | Merk       | Ptn |
| --- | ----------------- | ---------- | --- |
| 1   | Reg Armstrong     | Gilera     | 18  |
| 2   | Geoff Duke        | Gilera     | 16  |
| 3   | Carlo Bandirola   | MV Agusta  | 6   |
| 3   | Libero Liberati   | Gilera     | 6   |
| 5   | Tito Forconi      | MV Agusta  | 4   |
| 5   | Umberto Masetti   | MV Agusta  | 4   |
| 5   | Ken Kavanagh      | Moto Guzzi | 4   |
| 8   | Orlando Valdinoci | Gilera     | 3   |
| 8   | Jack Brett        | Norton     | 3   |
| 10  | Jacques Collot    | Norton     | 2   |
| 10  | Nello Pagani      | MV Agusta  | 2   |
| 10  | Bob McIntyre      | Norton     | 2   |

### Junior TT
Mountain Course, 6 ronden.

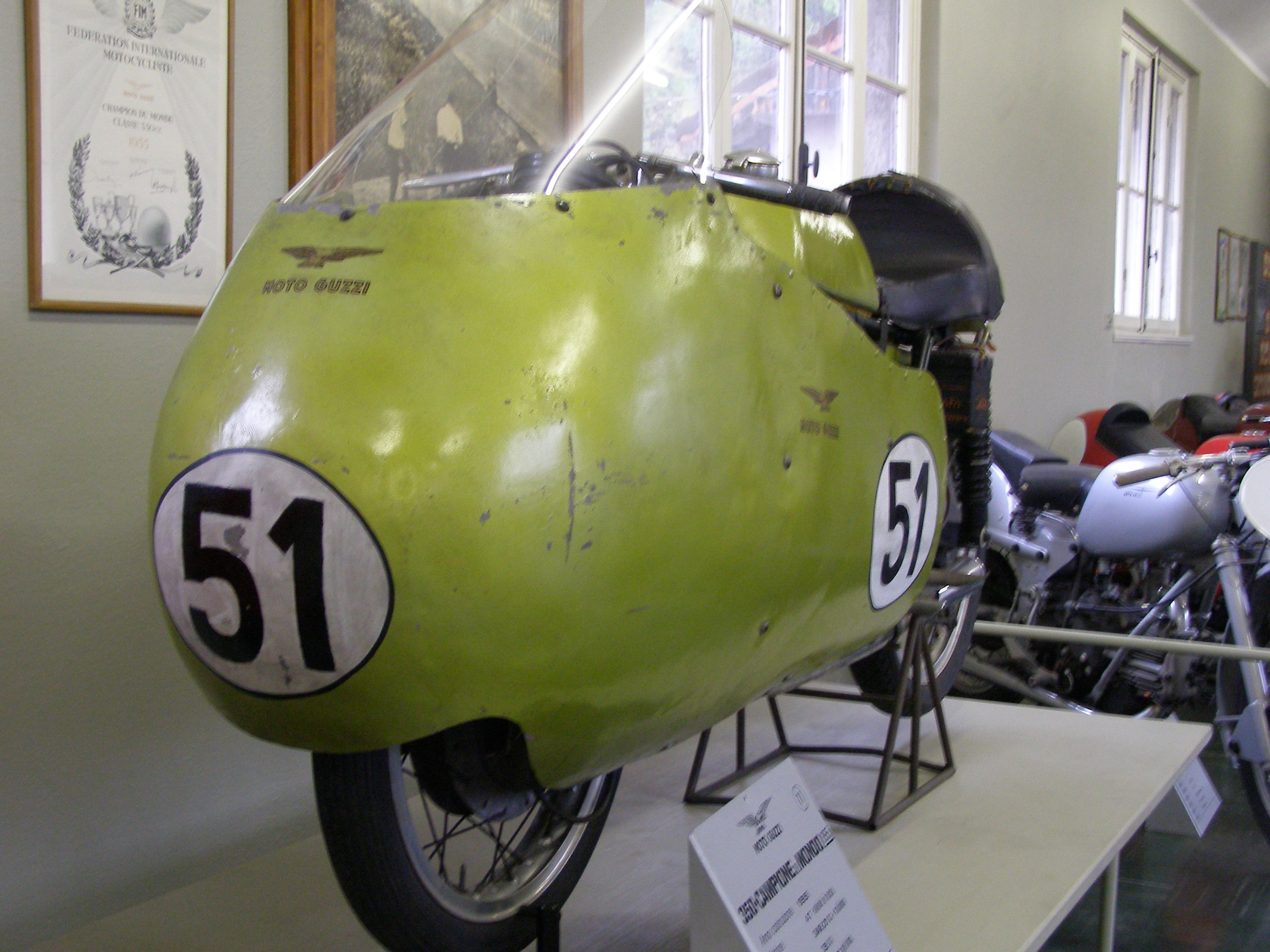
MV Agusta-coureur Bill Lomas verving ook de geblesseerde Dickie Dale en reed de Moto Guzzi Monocilindrica 350 naar de overwinning.

Omdat Dickie Dale geblesseerd was had Moto Guzzi een probleem. Enrico Lorenzetti kende de Mountain Course wel, maar had er alleen met lichte machines gereden. Roberto Colombo had er nooit gereden. Zo bleven alleen Cecil Sandford en Ken Kavanagh als kenners van het circuit over. Voor de zekerheid vroeg men MV Agusta-rijder Bill Lomas om Dale te vervangen. Kavanagh viel echter uit en Sandford kon niet op tegen Bob McIntyre met de Norton Manx. Dat lukte Lomas wel, zij het na een flink gevecht met McIntyre. Zo zorgde Bill Lomas ervoor dat voor het eerst in de geschiedenis een niet-Britse machine de Junior TT won. Dat was twee dagen nadat hij voor zijn eigenlijke werkgever MV Agusta ook al de Lightweight 250 cc TT had gewonnen.

#### Uitslag Junior TT
| Pos | Coureur         | Merk       | Tijd      | Punten |
| --- | --------------- | ---------- | --------- | ------ |
| 1   | Bill Lomas      | Moto Guzzi | 2:51"38'2 | 8      |
| 2   | Bob McIntyre    | Norton     | 2:52"38'2 | 6      |
| 3   | Cecil Sandford  | Moto Guzzi | 2:53"02'2 | 4      |
| 4   | John Surtees    | Norton     | 2:54"52'2 | 3      |
| 5   | Maurice Quincey | Norton     | 2:55"42'0 | 2      |
| 6   | John Hartle     | Norton     | 2:56"55'0 | 1      |
| 7   | Derek Ennett    | AJS        | 2:58"38'4 |        |
| 8   | Duilio Agostini | Moto Guzzi | 3:00"24'8 |        |
| 9   | Peter Murphy    | AJS        | 3:00"38'0 |        |
| 10  | Jack Ahearn     | Norton     | 3:02"01'2 |        |
| 11  | Phil Carter     | AJS        | 3:03"04'6 |        |
| 12  | Arthur Wheeler  | AJS        | 3:03"54'2 |        |
| 13  | Frank Fox       | Norton     | 3:04"23'0 |        |
| 14  | Bill Collett    | AJS        | 3:05"28'4 |        |
| 15  | Percy Tait      | AJS        | 3:05"36'6 |        |
| 16  | Harry Pearce    | AJS        | 3:06"27'0 |        |
| 17  | Charlie Salt    | BSA        | 3:06"36'0 |        |
| 18  | Derek Powell    | AJS        | 3:06"50'0 |        |
| 19  | Tony Ovens      | AJS        | 3:07"19'4 |        |
| 20  | Jack Wood       | Norton     | 3:07"38'0 |        |
| 21  | John Hempleman  | Norton     | 3:08"53'8 |        |
| 33  | Bill Beevers    | Norton     | 3:12"37'0 |        |
| 46  | Bob Brown       | AJS        | 3:22"52'0 |        |

#### Niet gefinisht
| Coureur       | Merk       | Oorzaak |
| ------------- | ---------- | ------- |
| Ken Kavanagh  | Moto Guzzi |         |
| Dave Chadwick | Norton     |         |
| Ralph Rensen  | Norton     |         |

#### Niet deelgenomen
| Coureur           | Merk       | Oorzaak  |
| ----------------- | ---------- | -------- |
| Keith Campbell    | Norton     |          |
| Auguste Goffin    | Norton     |          |
| August Hobl       | DKW        |          |
| Hans Bartl        | DKW        |          |
| Karl Hofmann      | DKW        |          |
| Jacques Collot    | Norton     |          |
| Dickie Dale       | Moto Guzzi | Blessure |
| Enrico Lorenzetti | Moto Guzzi |          |
| Roberto Colombo   | Moto Guzzi |          |

### Top tien tussenstand 350cc-klasse
| Pos | Coureur           | Merk       | Ptn |
| --- | ----------------- | ---------- | --- |
| 1   | Duilio Agostini   | Moto Guzzi | 8   |
| 1   | Bill Lomas        | Moto Guzzi | 8   |
| 3   | Dickie Dale       | Moto Guzzi | 6   |
| 3   | Enrico Lorenzetti | Moto Guzzi | 6   |
| 5   | Roberto Colombo   | Moto Guzzi | 4   |
| 5   | Cecil Sandford    | Moto Guzzi | 4   |
| 7   | Auguste Goffin    | Norton     | 3   |
| 7   | John Surtees      | Norton     | 3   |
| 9   | Peter Murphy      | AJS        | 2   |
| 9   | Maurice Quincey   | Norton     | 2   |

### Lightweight 250 cc TT
Clypse Course, negen ronden.
Bill Lomas won de Lightweight 250 cc TT met de nog niet doorontwikkelde MV Agusta 203 Bialbero, feitelijk een opgeboorde 125 Bialbero. Maar nu NSU gestopt was, was die machine sterk genoeg om de Moto Guzzi 250 Bialbero te verslaan. Moto Guzzi had ook alleen Cecil Sandford afgevaardigd. Enrico Lorenzetti bleef in Italië en Arthur Wheeler reed als privérijder. Hermann Paul Müller kon niet meer beschikken over zijn fabrieks-NSU Rennmax, maar Karl Kleinbach had op basis van de NSU Max 251 OSB een productieracer gemaakt, de NSU Sportmax. Die was veel minder sterk dan de Rennmax, maar Müller werd er toch derde mee.
| Pos | Coureur             | Merk                 | Tijd      | Snelheid |
| --- | ------------------- | -------------------- | --------- | -------- |
| 1   | Bill Lomas          | MV Agusta            | 1:21"38'2 | 8        |
| 2   | Cecil Sandford      | Moto Guzzi           | 1:22"29'4 | 6        |
| 3   | Hermann Paul Müller | NSU                  | 1:26"21'6 | 4        |
| 4   | Arthur Wheeler      | Moto Guzzi           | 1:29"44'4 | 3        |
| 5   | Dave Chadwick       | RD Special-Velocette | 1:30"45'6 | 2        |
| 6   | Bill Webster        | Velocette            | 1:35"05'4 | 1        |
| 7   | Phil Carter         | Norton               | 1:37"05'8 |          |
| 8   | Bill Maddrick       | Moto Guzzi           | 1:37"55'0 |          |

| Coureur         | Merk      | Oorzaak |
| --------------- | --------- | ------- |
| Luigi Taveri    | MV Agusta |         |
| Frank Cope      | Norton    |         |
| Umberto Masetti | MV Agusta |         |

| Coureur           | Merk       | Oorzaak |
| ----------------- | ---------- | ------- |
| Hans Baltisberger | NSU        |         |
| Helmut Hallmeier  | NSU        |         |
| Wolfgang Brand    | NSU        |         |
| John Surtees      | NSU        |         |
| Sammy Miller      | NSU        |         |
| Carlo Ubbiali     | MV Agusta  |         |
| Enrico Lorenzetti | Moto Guzzi |         |

### Top zes tussenstand 250cc-klasse
Conform wedstrijduitslag

### Lightweight 125 cc TT
Clypse Course, negen ronden.
De Lightweight 125 cc TT mondde uit in een fel gevecht tussen Carlo Ubbiali en nieuwkomer Luigi Taveri. Taveri leidde aanvankelijk, maar Ubbiali wist hem met slechts twee seconden verschil te verslaan. Achter deze MV Agusta-teamgenoten werd Giuseppe Lattanzi met zijn Mondial derde.
| Pos | Coureur           | Merk      | Tijd      | Punten |
| --- | ----------------- | --------- | --------- | ------ |
| 1   | Carlo Ubbiali     | MV Agusta | 1:23"38'2 | 8      |
| 2   | Luigi Taveri      | MV Agusta | 1:23"40'2 | 6      |
| 3   | Giuseppe Lattanzi | Mondial   | 1:25"53'0 | 4      |
| 4   | Bill Lomas        | MV Agusta | 1:26"37'8 | 3      |
| 5   | Bill Webster      | MV Agusta | 1:44"14'0 | 2      |
| 6   | Ross Porter       | MV Agusta | 1:46"05'0 | 1      |
| 7   | F. Burman         | EMC-Puch  | 1:46"12'0 |        |
| 8   | Leonard Harfield  | LCH       | 1:50"50'0 |        |

| Coureur           | Merk      | Oorzaak |
| ----------------- | --------- | ------- |
| Frank Cope        | MV Agusta |         |
| Umberto Masetti   | MV Agusta |         |
| Tarquinio Provini | Mondial   |         |

| Coureur             | Merk      | Oorzaak |
| ------------------- | --------- | ------- |
| Rudolf Grimas       | Mondial   |         |
| Erhart Krumpholz    | IFA       |         |
| August Hobl         | DKW       |         |
| Bernhard Petruschke | IFA       |         |
| Erich Wünsche       | DKW       |         |
| Karl Lottes         | MV Agusta |         |
| Siegfried Wünsche   | DKW       |         |
| Willi Scheidhauer   | MV Agusta |         |
| Marcello Cama       | Montesa   |         |
| Angelo Copeta       | MV Agusta |         |
| Paolo Campanelli    | Mondial   |         |
| Remo Venturi        | MV Agusta |         |

### Top tien tussenstand 125cc-klasse
| Pos | Coureur           | Merk      | Ptn |
| --- | ----------------- | --------- | --- |
| 1   | Luigi Taveri      | MV Agusta | 20  |
| 1   | Carlo Ubbiali     | MV Agusta | 20  |
| 3   | Giuseppe Lattanzi | Mondial   | 11  |
| 4   | Romolo Ferri      | Mondial   | 7   |
| 5   | Angelo Copeta     | MV Agusta | 4   |
| 6   | Tarquinio Provini | Mondial   | 3   |
| 6   | Bill Lomas        | MV Agusta | 3   |
| 8   | Bill Webster      | MV Agusta | 2   |
| 9   | Marcello Cama     | Montesa   | 1   |
| 9   | Ross Porter       | MV Agusta | 1   |

### Sidecar TT
Clypse Course, negen ronden.
De Sidecar TT was teruggebracht tot negen ronden. Dat gebeurde waarschijnlijk door de weersomstandigheden. Regerend wereldkampioenen Wilhelm Noll/Fritz Cron reden weliswaar de snelste ronde, maar vielen uit, net als de winnaars van de GP van Spanje, Willi Faust/Karl Remmert. Ook andere favorieten haalden de eindstreep niet: Cyril Smith/Stanley Dibben en Eric Oliver/Les Nutt, waardoor Norton kansloos was. BMW had echter nog een ijzer in het vuur: de combinatie Walter Schneider/Hans Strauß. Die kenden de Clypse Course, want ze waren er in 1954 al vierde geworden. Ze hadden op de eindstreep bijna vier minuten voorsprong op Bill Boddice/William "Wally" Storr.
| Pos | Coureur          | Bakkenist          | Merk      | Tijd      | Punten |
| --- | ---------------- | ------------------ | --------- | --------- | ------ |
| 1   | Walter Schneider | Hans Strauß        | BMW       | 1:23"14'0 | 8      |
| 2   | Bill Boddice     | William Storr      | Norton    | 1:26"58'6 | 6      |
| 3   | Pip Harris       | Ray Campbell       | Matchless | 1:28"22'0 | 4      |
| 4   | Jackie Beeton    | Charles Billingham | Norton    | 1:28"54'0 | 3      |
| 5   | Frank Taylor     | Ron Taylor         | Norton    | 1:31"52'8 | 2      |
| 6   | Ernie Walker     | Dun Roberts        | Norton    | 1:31"56'4 | 1      |
| 7   | Frank Hanks      | E. Dorman          | Matchless | 1:33"36'4 |        |
| 8   | D. York          | G. Tyler           | Norton    | 1:38"02'0 |        |
| 9   | A. Skein         | D. Overall         | Norton    | 1:41"41'0 |        |
| 10  | F. Muhlemann     | W. Reusser         | BSA       | 1:50"08'0 |        |

| Coureur      | Bakkenist      | Merk   | Oorzaak |
| ------------ | -------------- | ------ | ------- |
| Wilhelm Noll | Fritz Cron     | BMW    |         |
| Willi Faust  | Karl Remmert   | BMW    |         |
| Bill Beevers | W. Mundy       | Norton |         |
| Cyril Smith  | Stanley Dibben | Norton |         |
| Eric Oliver  | Les Nutt       | Norton |         |

| Coureur           | Bakkenist          | Merk   | Oorzaak |
| ----------------- | ------------------ | ------ | ------- |
| Bob Mitchell      | Max George         | Norton |         |
| Julien Deronne    | Bruno Leys         | BMW    |         |
| Florian Camathias | Maurice Büla       | BMW    |         |
| Roland Benz       | Jakob Kuchler      | Norton |         |
| Fritz Seeber      | Franz Heiß         | BMW    |         |
| Rudolf Koch       | Christian Wirth    | BMW    |         |
| Jacques Drion     | Inge Stoll-Laforge | Norton |         |
| Jean Murit        | Francis Flahaut    | BMW    |         |
| Ernesto Merlo     | Dino Magri         | Gilera |         |
| Henk Steman       | Mappie de Haas     | BMW    |         |

### Top tien tussenstand zijspanklasse
| Pos | Coureur          | Bakkenist              | Merk      | Ptn |
| --- | ---------------- | ---------------------- | --------- | --- |
| 1   | Willi Faust      | Karl Remmert           | BMW       | 8   |
| 1   | Walter Schneider | Hans Strauß            | BMW       | 8   |
| 3   | Bill Boddice     | William Storr          | Norton    | 6   |
| 3   | Cyril Smith      | Stanley Dibben         | Norton    | 6   |
| 5   | Pip Harris       | Ray Campbell           | Matchless | 4   |
| 5   | Eric Oliver      | Eric Bliss en Les Nutt | Norton    | 4   |
| 7   | Jackie Beeton    | Charles Billingham     | Norton    | 3   |
| 7   | Rudolf Koch      | Christian Wirth        | BMW       | 3   |
| 9   | Ernesto Merlo    | Dino Magri             | Gilera    | 2   |
| 9   | Frank Taylor     | Ron Taylor             | Norton    | 2   |

## Overige races
| Pos | Coureur         | Merk    | Tijd      |
| --- | --------------- | ------- | --------- |
| 1   | Eddie Dow       | BSA     | 1:22"23'0 |
| 2   | I. Atkinson     | Triumph | 1:23"31'0 |
| 3   | Ray Kelly       | Triumph | 1:24"32'0 |
| 4   | Peter Ferbrache | BSA     | 1:25"02'0 |
| 5   | D. Andrews      | BSA     | 1:25"10'0 |
| 6   | A. Mustard      | BSA     | 1:25"24'0 |
| 7   | Fred Wallis     | BSA     | 1:25"45'8 |
| 8   | G. Shekell      | Triumph | 1:26"12'0 |
| 9   | W. Gillingham   | Triumph | 1:27"18'8 |
| 10  | D. Hunt         | BSA     | 1:27"37'4 |
| 11  | Ray Preece      | Norton  | 1:28"06'0 |
| 12  | L. Hawkins      | BSA     | 1:29"44'0 |
| 13  | J. Griffiths    | Triumph | 1:31"41'0 |
| 14  | R. Keen         | BSA     | 1:32"28'6 |
| 15  | H. Vine         | BSA     | 1:32"56'6 |
| 16  | J. Drysdale     | BSA     | 1:36"32'0 |
| 17  | C. Dearden      | Triumph | 1:37"21'0 |
| 18  | D. Middleton    | Triumph | 1:37"25'0 |
| 19  | D. Dalziel      | Triumph | 1:38"03'0 |
| 20  | D. Merridan     | Triumph | 1:38"32'0 |

| Pos | Coureur         | Merk | Tijd      |
| --- | --------------- | ---- | --------- |
| 1   | Jimmy Buchan    | BSA  | 1:25"24'0 |
| 2   | D. Joubert      | BSA  | 1:25"39'6 |
| 3   | Peter Ferbrache | BSA  | 1:27"54'8 |
| 4   | R. Thompson     | BSA  | 1:30"13'0 |
| 5   | Craig McLean    | BSA  | 1:30"14'4 |
| 6   | W. Hocking      | BSA  | 1:30"21'8 |
| 7   | K. James        | BSA  | 1:30"28'0 |
| 8   | D. Jervis       | BSA  | 1:30"40'8 |
| 9   | T. Hutchinson   | BSA  | 1:32"19'6 |
| 10  | Richard Harding | BSA  | 1:32"37'2 |
| 11  | A. Culshaw      | BSA  | 1:33"23'0 |
| 12  | G. Arnold       | BSA  | 1:33"58'2 |
| 13  | T. Swinney      | BSA  | 1:35"11'0 |
| 14  | R. Cortvriend   | BSA  | 1:35"17'0 |
| 15  | J. Morton       | BSA  | 1:35"31'4 |
| 16  | S. Baskett      | BSA  | 1:36"07'6 |
| 17  | J. Thurston     | BSA  | 1:36"42'2 |
| 18  | P. Kirkham      | BSA  | 1:37"30'0 |
| 19  | W. Fellows      | BSA  | 1:38"09'0 |
| 20  | J. Womack       | BSA  | 1:38"14'0 |

1907 · 1908 · 1909 · 1910 · 1911 · 1912 · 1913 · 1914 · Eerste Wereldoorlog · 1920 · 1921 · 1922 · 1923 · 1924 · 1925 · 1926 · 1927 · 1928 · 1929 · 1930 · 1931 · 1932 · 1933 · 1934 · 1935 · 1936 · 1937 · 1938 · 1939 · Tweede Wereldoorlog · 1947 · 1948 · 1949 · 1950 ·1951 · 1952 · 1953 · 1954 · 1955 · 1956 · 1957 · 1958 · 1959 · 1960 · 1961 · 1962 · 1963 · 1964 · 1965 · 1966 · 1967 · 1968 · 1969 · 1970 · 1971 · 1972 · 1973 · 1974 · 1975 · 1976 · 1977 · 1978 · 1979 · 1980 · 1981 · 1982 · 1983 · 1984 · 1985 · 1986 · 1987 · 1988 · 1989 · 1990 · 1991 · 1992 · 1993 · 1994 · 1995 · 1996 · 1997 · 1998 · 1999 · 2000 · 2002 · 2003 · 2004 · 2005 · 2006 · 2007 · 2008 · 2009 · 2010 · 2011 · 2012 · 2013 · 2014